# Brevipalpus psilostropheae
Brevipalpus psilostropheae är en spindeldjursart som beskrevs av Baker och James P. Tuttle 1964. Brevipalpus psilostropheae ingår i släktet Brevipalpus och familjen Tenuipalpidae. Inga underarter finns listade.